# Gulistão (livro)

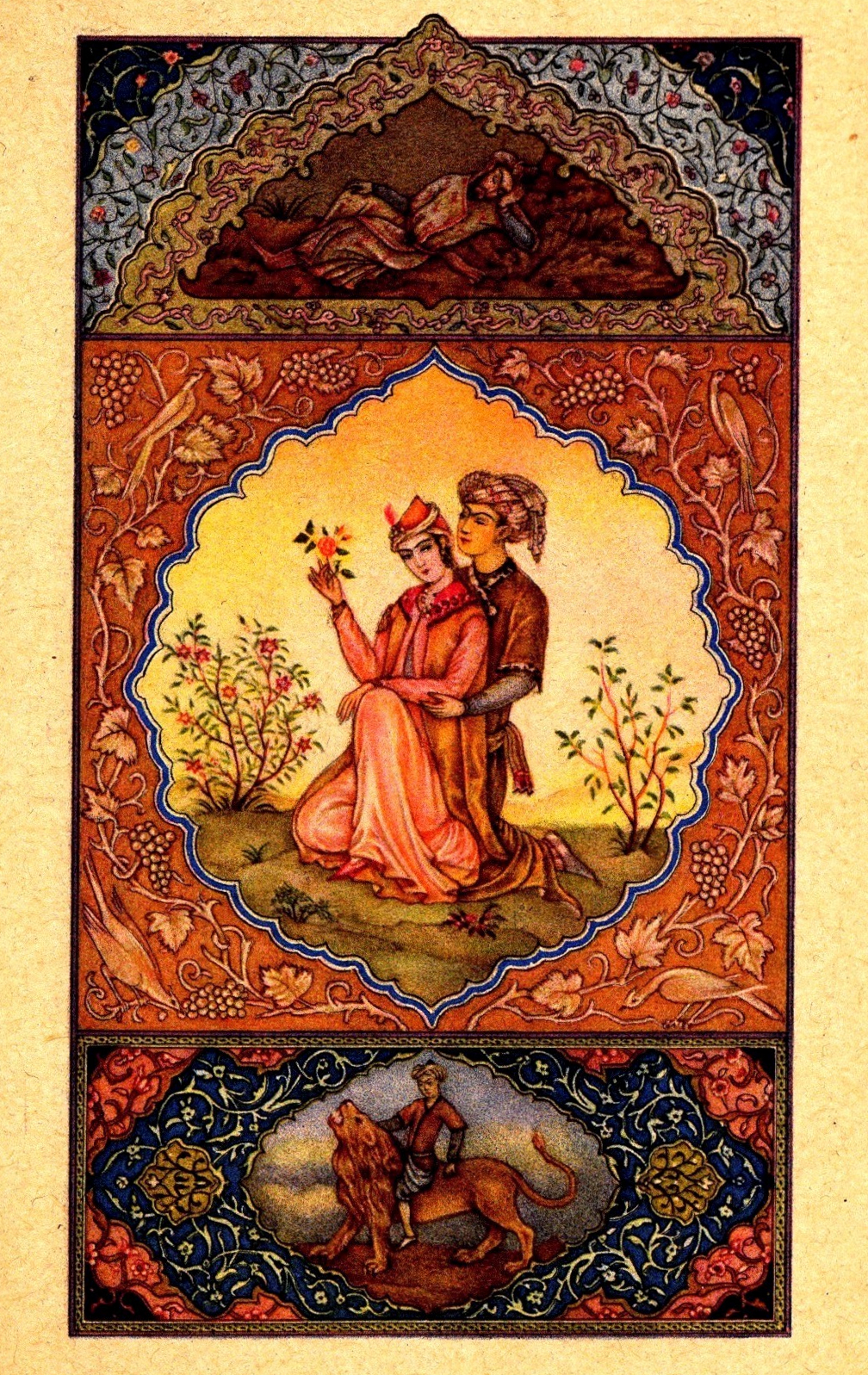

Gulistão ou Gulistão ("O Jardim de Rosas") é uma das principais obras da literatura persa.  Escrito em 1259 E.C., é uma das duas obras primas do poeta persa Saadi de Xiraz, considerado um dos melhores poetas persas medieval. O Gulistão é uma coleção de poemas e histórias, da mesma forma que um jardim de rosas é uma coleção de rosas. É comumente citado como uma fonte de sabedoria. A entrada do Salão das Nações Unidas tem a seguinte inscrição tirada do Gulistão.
Os seres humanos são parte de um todo,
Na criação de uma essência e alma.
Se um membro sofre dor,
Outros membros permanecerão inquietos.
Se você não tiver simpatia pela dor humana,
Você não pode reter o nome de humano.